# التيار القاسمي
التيار القاسمي او القاسمية هي أيديولوجية قومية عراقية مبنية على أفكار وسياسات عبد الكريم قاسم الذي حكم العراق من عام 1958 حتى عام 1963.

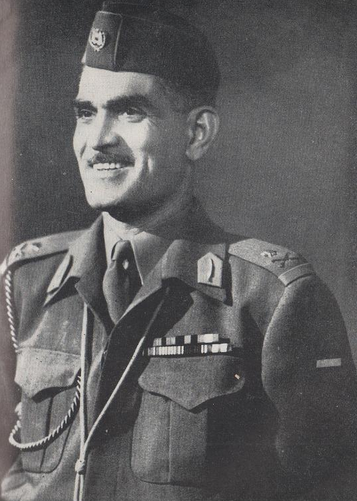
صورة عبد الكريم قاسم

## الأيديولوجيا
التيار القاسمي يعارض القومية العربية والوحدة الإيرانية والوحدة التركية والطورانية وأي أيديولوجية تؤثر على وحدة الشعب العراقي وتأخذ أرضاً من العراق. السياسة الرئيسية للتيار القاسمي هي القومية العراقية، وهي الوحدة والمساواة بين جميع الأعراق في العراق، بما في ذلك العرب والكرد والتركمان والآشوريين والأرمن واليزيديين والمندائيين واليهود. كان لعبد الكريم قاسم العديد من الصراعات ضد البعثيين والأكراد القوميين و القوميين. في الأيديولوجية القاسمية، يتم وضع العراق و الشعب العراقي أولاً وقبل كل شيء. ينظر التيار القاسمي أيضًا إلى هويات العراق القديمة في بلاد ما بين النهرين (السومرية ، الأكادية ، البابلية ، الآشورية القديمة) باعتبارها جوهر العراق وشعبه ، وتسعى إلى الحفاظ عليها. والقاسمية هي أيديولوجية علمانية تضع كونك عراقيا قبل أي دين .
يتمتع التيار أيضًا ببعض التأثير الوحدوي بسبب عبد الكريم قاسم والعديد من القاسميين الذين يريدون أن تكون الكويت ومحافظة خوزستان جزءًا من العراق. في الواقع، كان القاسميون هم من خلقوا الاعتقاد بأن الكويت وخوزستان هما أرضان عراقيتان شرعيتان،  وهو اعتقاد أثر أيضًا على صدام حسين ، الذي زاد من شعبيته، وأعلن أنه ملكه الهدف، وجعله دافعه للغزو العراقي للكويت والحرب العراقية الإيرانية . كما دعا عبد الكريم قاسم إلى ضم العراق للمناطق الكردية خارج العراق، بل وأوصى بذلك لأكراد إيران. بعد أن وجه عبد الكريم قاسم تهديدات متكررة بضم الكويت، أطلق البريطانيون عملية فانتاج لحماية العراق من تقديم مطالبات على الكويت.
التأميم والشعبوية هي أكثر السياسات القاسمية وعبد الكريم قاسم هو الذي أسقط المملكة العراقية التي أسسها الإنجليز، وهو الذي أسس الحكم العراقي على العراق. في عهد عبد الكريم قاسم، تم الاستيلاء على 99% من أراضي شركة النفط المملوكة لبريطانيا وتوزيعها على السكان المدنيين العراقيين.
يسعى التيار القاسمي إلى مشاركة المرأة بشكل أكبر في المجتمع ولعب دور أكبر في تنمية العراق. وقد شجع ذلك عبد الكريم قاسم نفسه الذي أعاد كتابة الدستور العراقي لضمان المزيد من حقوق المرأة. في ظل الحكم القاسم، عين العراق أول وزيرة، نزيهة الدليمي ، التي كانت في الواقع أول امرأة في العالم العربي بأكمله تتولى منصبًا مهمًا. ألهمت قانون الأحوال المدنية لعام 1959، الذي زاد من فوائد المرأة في قوانين الزواج والميراث.